# Rebel Diamonds
Rebel Diamonds är det andra Greatest Hits-albumet av det amerikanska rockbandet The Killers. Albumet släpptes den 8 december 2023 och innehåller minst en låt från samtliga av sju tidigare studioalbum. Dessutom innehåller samlingen tre låtar som skulle vart med på bandets åttonde studioalbum, vilket skrotades när det var halvfärdigt eftersom det "inte kändes autentiskt".

## Bakgrund

### Historia
Rebel Diamonds är bandets andra Greatest Hits-album, släppt tio år efter det förra; Direct Hits från 2013. Efter släppet har bandet hunnit släppt tre nya album, Wonderful Wonderful, Imploding the Mirage och Pressure Machine.
Singeln "boy", släppt 5 augusti 2022, skrevs under sessionerna för bandets sjunde studioalbum Pressure Machine, men hamnade inte på skivan eftersom den inte passade in. "boy", tillsammans med låtarna "Your Side of Town" och "Spirit" var sedan tänkta att hamna på bandets åttonde studioalbum, innan det sedan skrotades. "Your Side of Town" släpptes som singel den 25 augusti 2023.

### Namn
Namnet Rebel Diamonds är taget från en textrad i låten Read My Mind från bandets andra album Sam's Town;
"The stars are blazing like rebel diamonds cut out of the sun"

## Låtlista[9]
| 1.  | Jenny Was a Friend of Mine      | Hot Fuss                    | 4:03 |
| 2.  | Mr. Brightside                  | Hot Fuss                    | 3:43 |
| 3.  | All These Things That I've Done | Hot Fuss                    | 5:01 |
| 4.  | Somebody Told Me                | Hot Fuss                    | 3:18 |
| 5.  | When You Were Young             | Sam's Town                  | 3:37 |
| 6.  | Read My Mind                    | Sam's Town                  | 4:03 |
| 7.  | Human                           | Day & Age                   | 4:08 |
| 8.  | Spaceman                        | Day & Age                   | 4:44 |
| 9.  | A Dustland Fairytale            | Day & Age                   | 3:45 |
| 10. | Be Still                        | Battle Born                 | 4:33 |
| 11. | Runaways                        | Battle Born                 | 4:04 |
| 12. | The Man                         | Wonderful Wonderful         | 4:08 |
| 13. | Caution                         | Imploding the Mirage        | 4:29 |
| 14. | My Own Soul's Warning           | Imploding the Mirage        | 4:33 |
| 15. | Dying Breed                     | Imploding the Mirage        | 4:05 |
| 16. | Pressure Machine                | Pressure Machine            | 4:43 |
| 17. | Quiet Town                      | Pressure Machine            | 4:16 |
| 18. | boy                             | Skrotat åttonde studioalbum | 3:33 |
| 19. | Your Side of Town               | Skrotat åttonde studioalbum | 3:07 |
| 20. | Spirit                          | Skrotat åttonde studioalbum | 2:58 |